# Bergen (localitate)
Bergen este o localitate din comuna Bergen, provincia Hordaland, Norvegia, cu o suprafață de 88,09 km² și o populație de 247.731 locuitori (2013).